# Notre-Dame-de-Gravenchon
Notre-Dame-de-Gravenchon [nɔtʁ dam də ɡʁavɑ̃ʃɔ̃] ist eine Commune déléguée in der französischen Gemeinde Port-Jérôme-sur-Seine mit 8.892 Einwohnern  (Stand 1. Januar 2022) im Département Seine-Maritime in der Region Normandie.  Die Einwohner heißen Gravenchonnais.

## Geographie
Notre-Dame-de-Gravenchon liegt an der Seine.

## Geschichte
Bereits im 11. Jahrhundert hatten die Grafen von Évreux hier in Gravenchon eine Burg in Fontaine-Saint-Denis errichtet. Der Normanne Robert baute die Burg dann zur Residenz aus.
1823 wurden die Gemeinden Saint-Georges-de-Gravenchon und Notre-Dame zu der zuletzt bestehenden Gemeinde vereinigt.
Das auch heute noch bedeutende Industriegebiet Port-Jérôme wurde 1861 von Kaiser Napoleon III. eröffnet.
Mit der deutschen Besetzung ab 1940 wurden die Raffinerien teilweise zerstört, nach der Befreiung im August 1944 wieder aufgebaut.
Mit Wirkung vom 1. Januar 2016 wurden die früheren Gemeinden Auberville-la-Campagne, Notre-Dame-de-Gravenchon, Touffreville-la-Cable und Triquerville fusioniert und bilden seither eine Commune nouvelle mit dem Namen Port-Jérôme-sur-Seine. Die Gemeinde Notre-Dame-de-Gravenchon gehörte zum Arrondissement Le Havre und zum Kanton Lillebonne.

## Bevölkerungsentwicklung
- 1962: 5.488
- 1968: 6.273
- 1975: 8.335
- 1982: 8.963
- 1990: 8.901
- 1999: 8.618
- 2006: 8.300
- 2011: 8.105

Ab 1962 nur Einwohner mit Erstwohnsitz

## Sehenswürdigkeiten
- Kirchen Notre-Dame aus dem 12. Jahrhundert und Saint-Georges aus dem 20. Jahrhundert
- Waschhaus aus dem 17. Jahrhundert
- Reste der mittelalterlichen Anlage mit Kapelle in La Fontaine-Saint-Denis
- Château de Lillers aus dem 19. Jahrhundert
- Ferme Joly aus dem 17. Jahrhundert

## Partnerschaften
- Street, Somerset (England), Vereinigtes Königreich
- Isny im Allgäu, Baden-Württemberg, Deutschland
- Rubano, Provinz Padua, Italien

## Wirtschaft
In Notre-Dame-de-Gravenchon befindet sich ein wichtiger Standort der Ölindustrie Frankreichs mit der Raffinerie von Port-Jérôme-Gravenchon von ExxonMobil und der Anlage von Total Petrochemicals zur Butanol-Produktion.

## Verkehr
Der Bahnhof Gravenchon-Port-Jérôme ist der Endpunkt der Bahnstrecke Bréauté-Beuzeville–Gravenchon-Port-Jérôme, die von 1933 Lillebonne bis dorthin verlängert wurde. Von Anfang an diente diese Verlängerung ausschließlich dem Güterverkehr.